# Фёринген (Вюртемберг)
Фёринген (нем. Vöhringen) — община в Германии, в земле Баден-Вюртемберг.
Подчиняется административному округу Фрайбург. Входит в состав района Ротвайль. Население составляет 4104 человека (на 31 декабря 2010 года). Занимает площадь 24,72 км².